# Коноплянка (Ульяновская область)
Конопля́нка — село в Инзенском районе Ульяновской области. Входит в состав Коржевского сельского поселения.

## География
Село расположено в 26 км к северо-северо-востоку от Инзы, на правом берегу реки Тала у пруда, в 1 км к востоку от села Чамзинка.
Через село проходит автомобильная дорога Инза — Карсун. Высота центра населённого пункта — 211 метров.

## История
Основано в 1647 году, как Тальский Острог на Карсунской черте. Острог был дубовым, с двумя стенами по 18 сажень и две — по 10 сажень. Четыре проезжие башни. Крепостная стража — пашенные солдаты.
В 1653 году в Тальском Остроге была построена церковь Архангела Михаила.
В 1693 году «по указу св. патриарха и по выписке А. Д. Владыкина, а по челобитью корсуновской черты Тальского Острога Коноплянской слободы пятидесятника Ивашки Андреева с товарищи, велено им в той Коноплянской слободе вместо сгорелыя церкви Архангела Михаила, которая была построена в Тальском Остроге и писана всей же приходской книге Корсуновской десятине выше сего, строить новую церковь во имя Архангела Михаила, буде в том Тальском Остроге никого жителей нет, а перешли они же на то новое место». В 1695 году был дан антиминс к освящению церкви Архангела Михаила в Коноплянской слободе".
В 1693 году, из-за плохой земли и множества гнусов, было перенесено на другое место, где было основано Коноплянская слобода, затем переименовано в село Коноплянка.
В 1708 году пригород Тальской (ещё записано по старому) вошёл в состав Симбирского уезда Казанской губернии (1708—1781).
В 1780 году при создании Симбирского наместничества, село Коноплянка вошло в состав Карсунского уезда.
В 1825 году прихожанами построена каменная церковь во имя Святого Архистратига Божия Михаила (ныне в разрушенном состоянии).
С 1918 года в селе был создан сельсовет, который вошёл в состав Коржевской волости.
В 1924 году в селе в 249 дворах жило 1500 человек, имелась школа 1-й ступени.
До 1929 года входило в состав Карсунского уезда, затем — в составе Инзенского района.
На 1930 год село входило в Проломихинский с/с, куда входило: Букаево, Коноплянка, Краснотальская, Проломиха, Чамзинка и Лесн. кордоны: № 3—17, № 4-18 и № 5-17.
С 2005 года входит в состав Коржевского сельского поселения.

## Население
| 1780                | 1859 | 1930                                                            |
| ------------------- | ---- | --------------------------------------------------------------- |
| 235 (ревизских душ) | 1216 | 1393 + 160 (с. Букаево и с. Коноплянка считались как одно село) |

## Знаменитые люди
- Иван Андреевич Хуртин (1924, Букаево, ныне — Коноплянка — 1943) — Герой Советского Союза[14].

## Достопримечательности
- Родник «Девятой и Десятой Пятницы», святой источник великомученицы Параскевы Пятницы[15][16]
- Церковь Михаила Архангела «Церковь во имя Архангела Михаила (православный приходской храм)» 1825 год, поставленный на государственную охрану Распоряжением Главы администрации Ульяновской области от 29.07.1999 № 959-р[5][17][18][7][19][20][21][22].

## Галерея

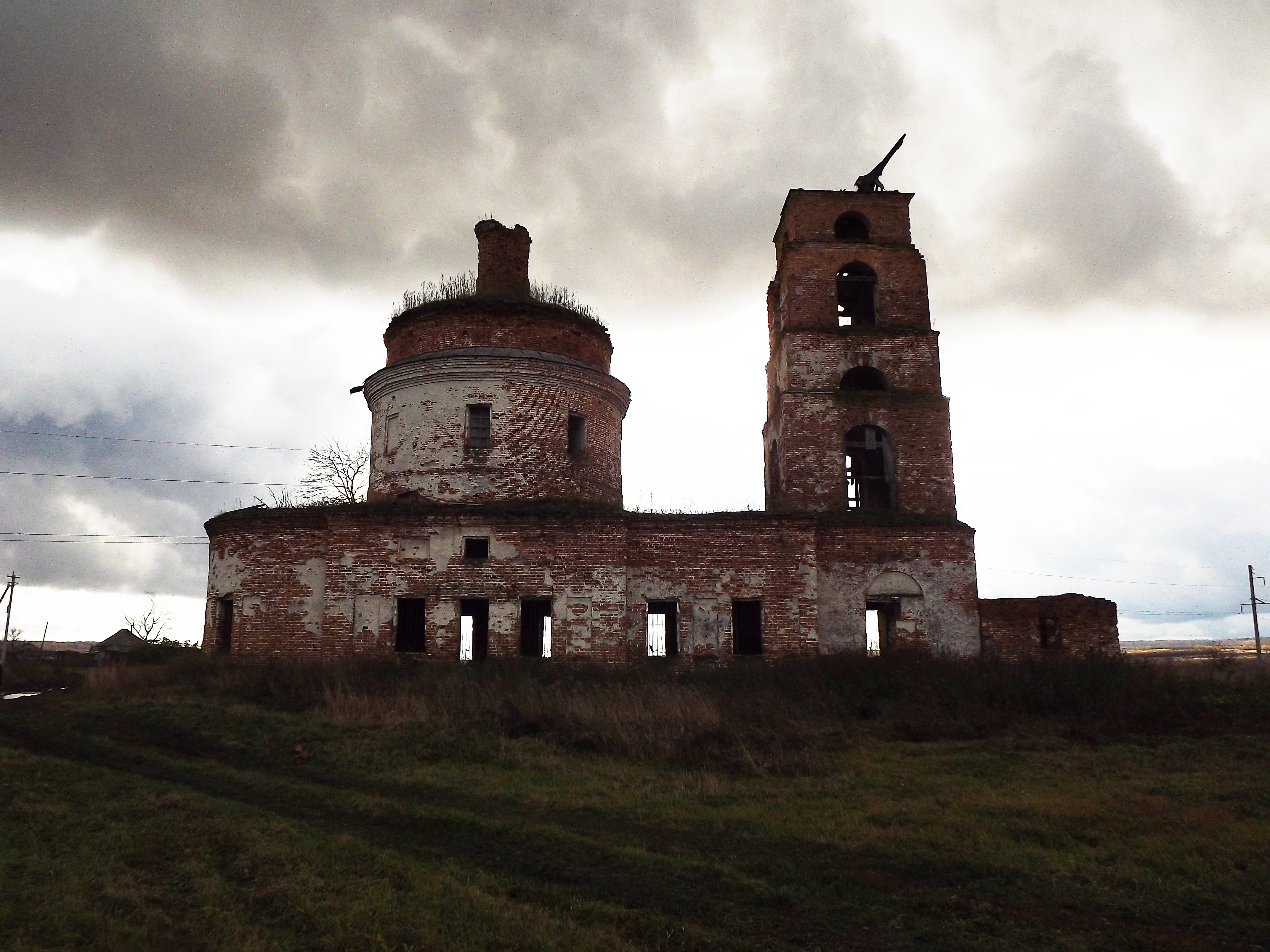
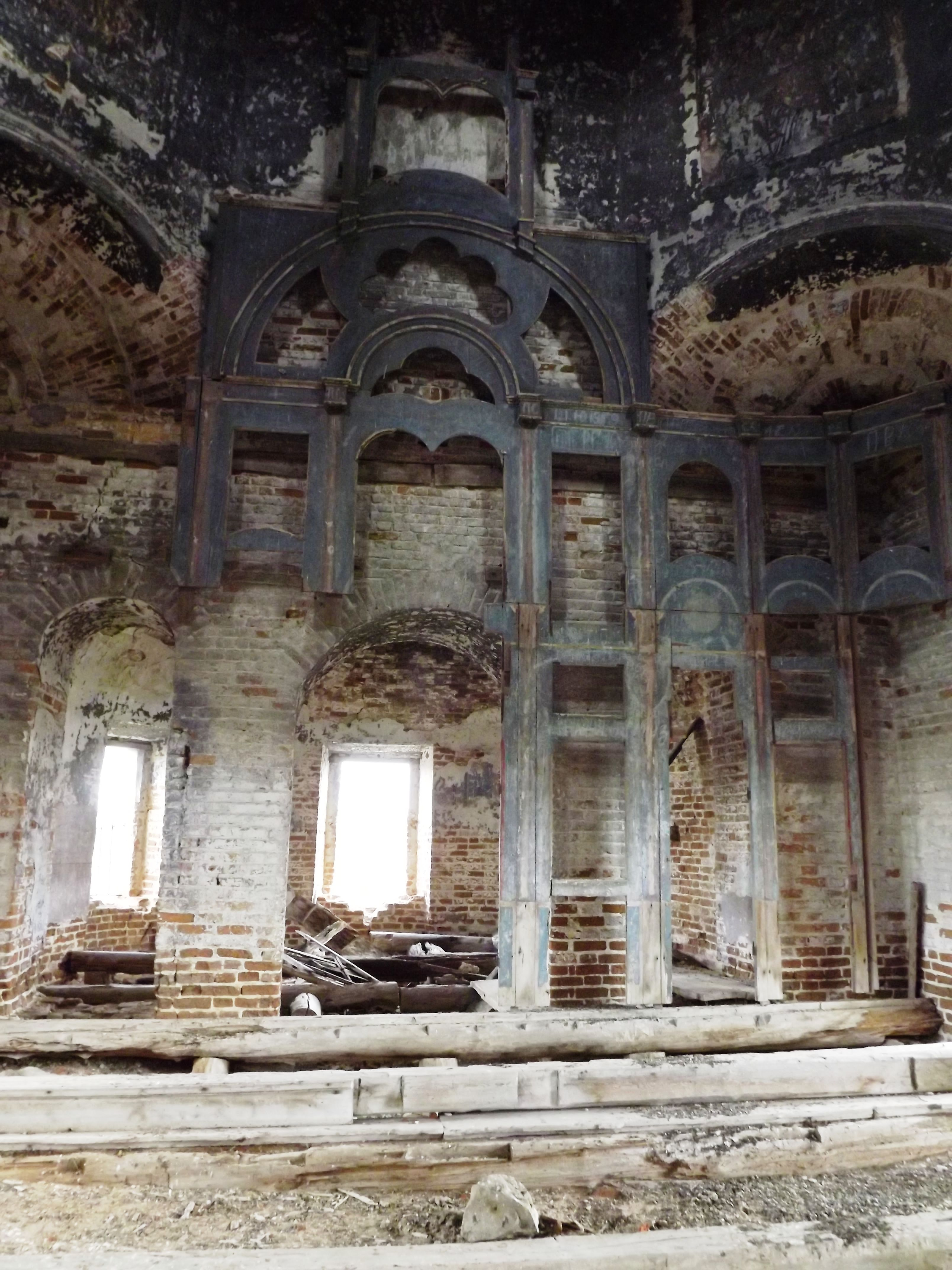
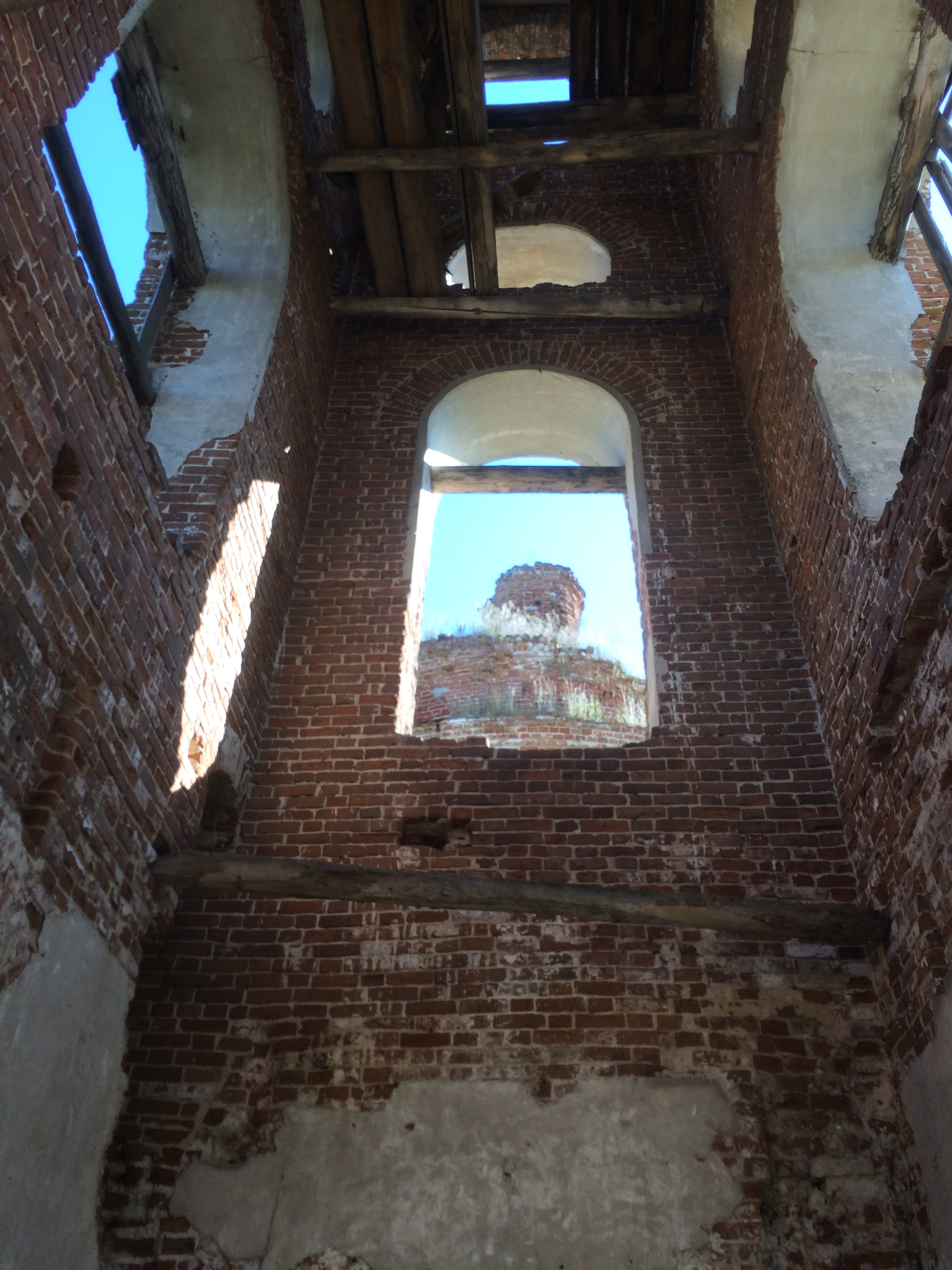
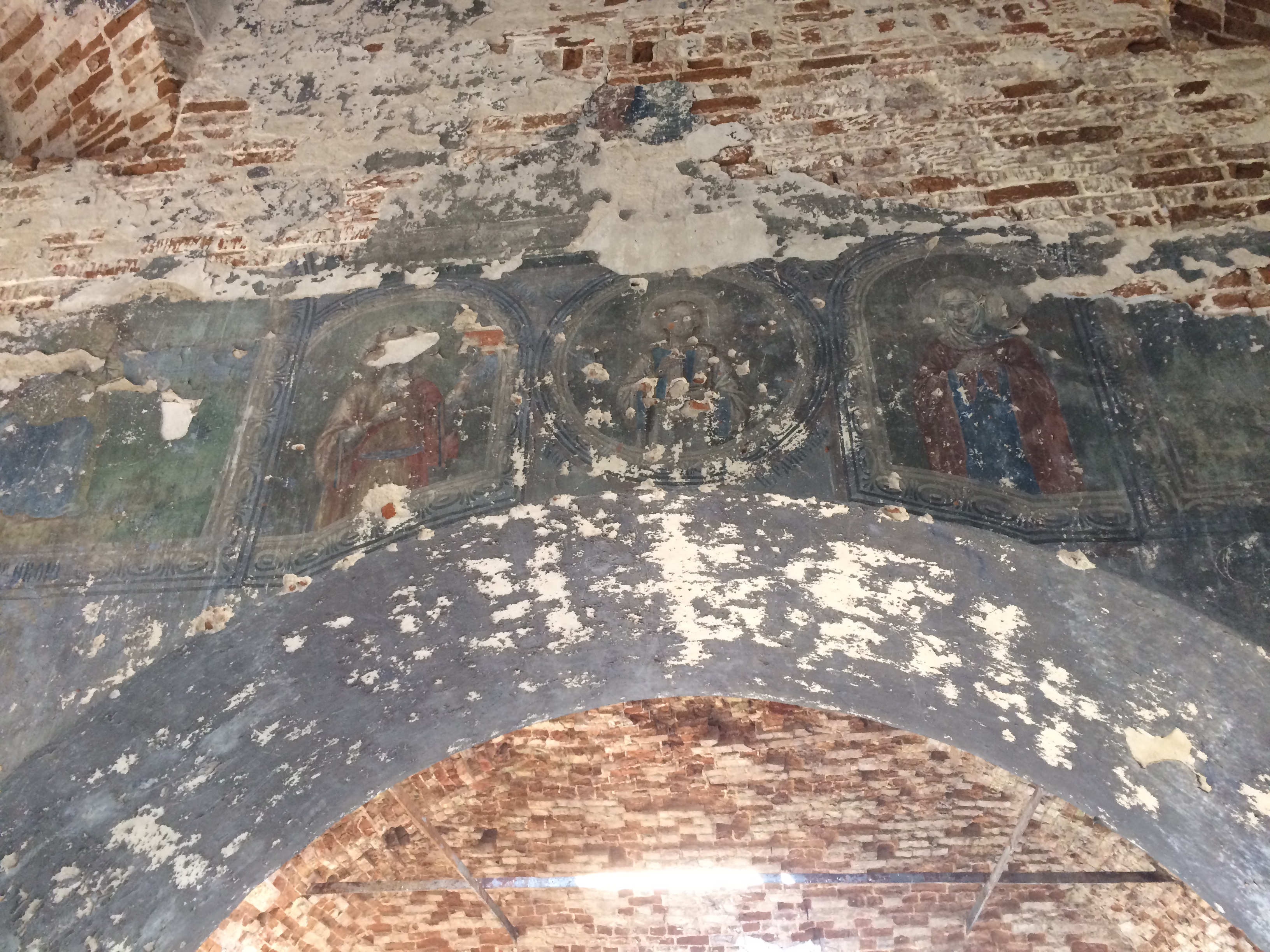
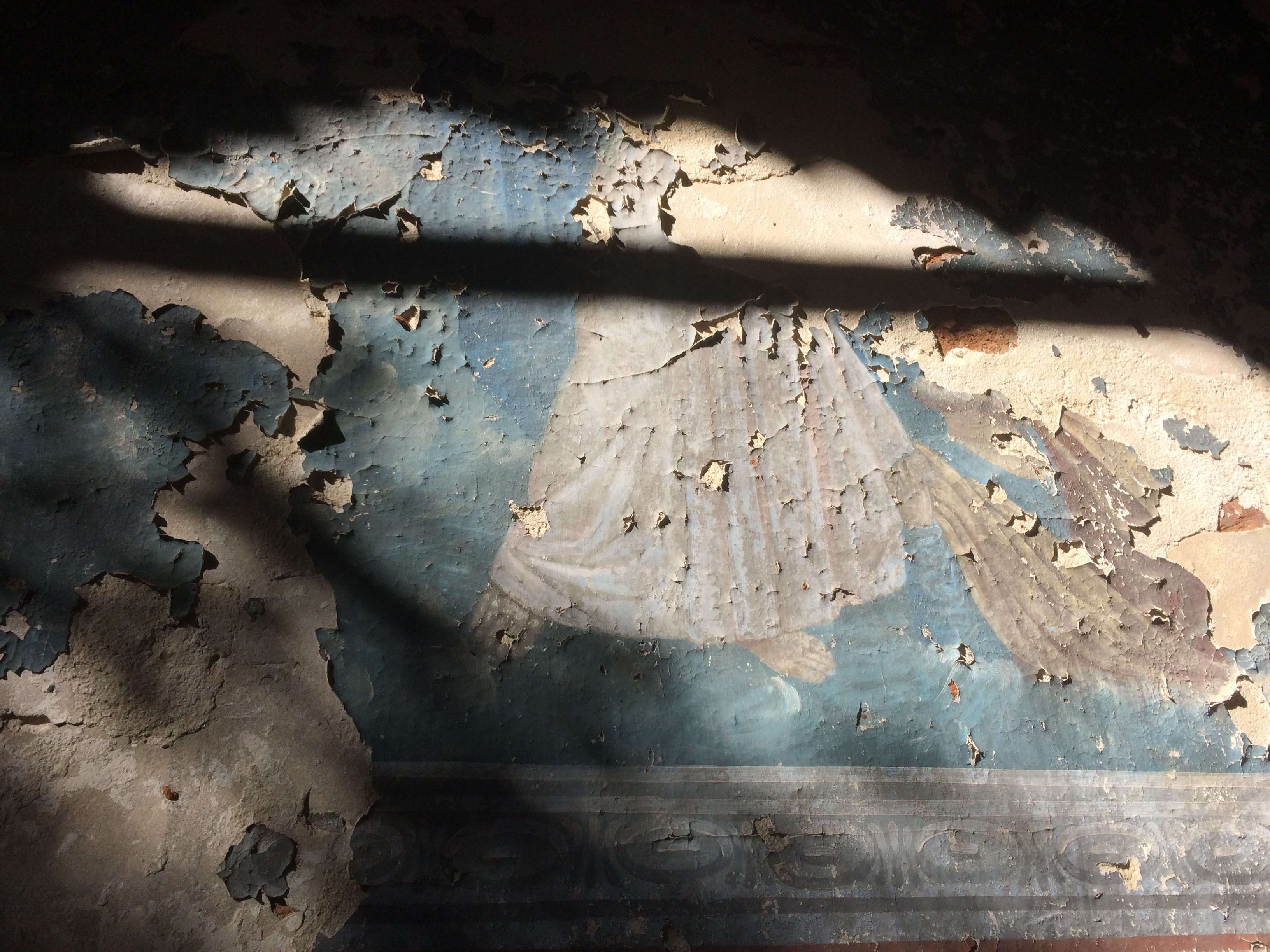
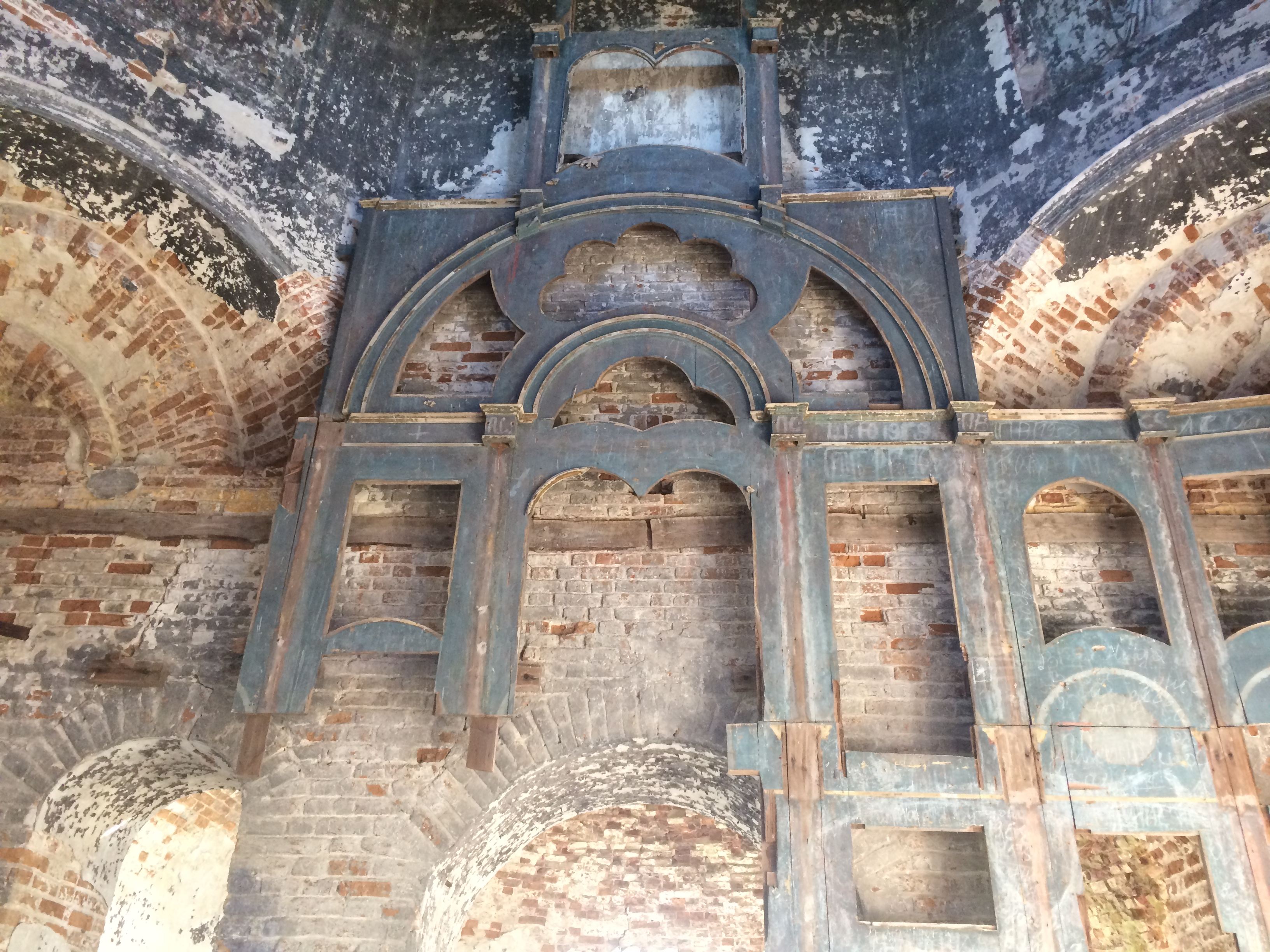
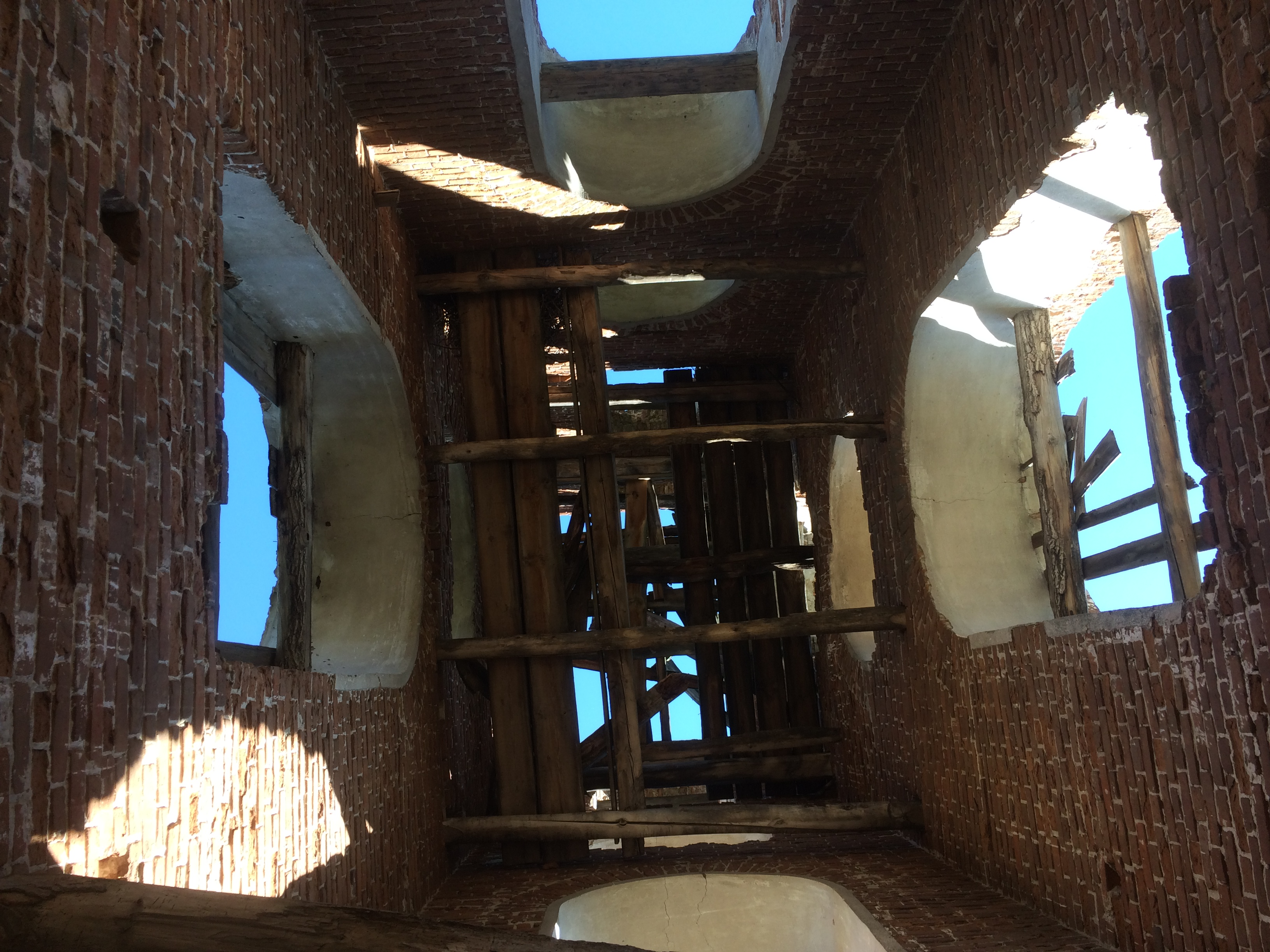
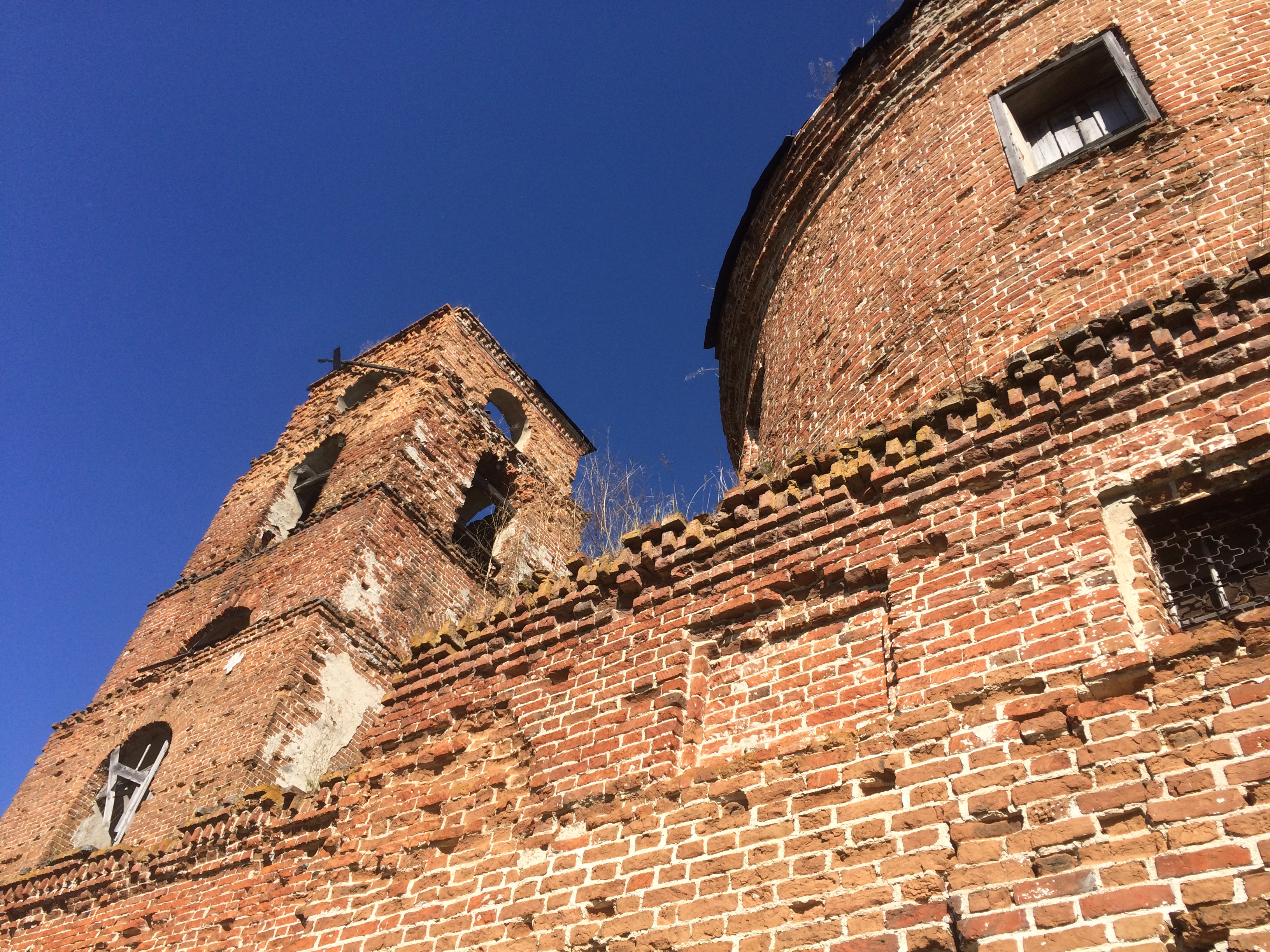
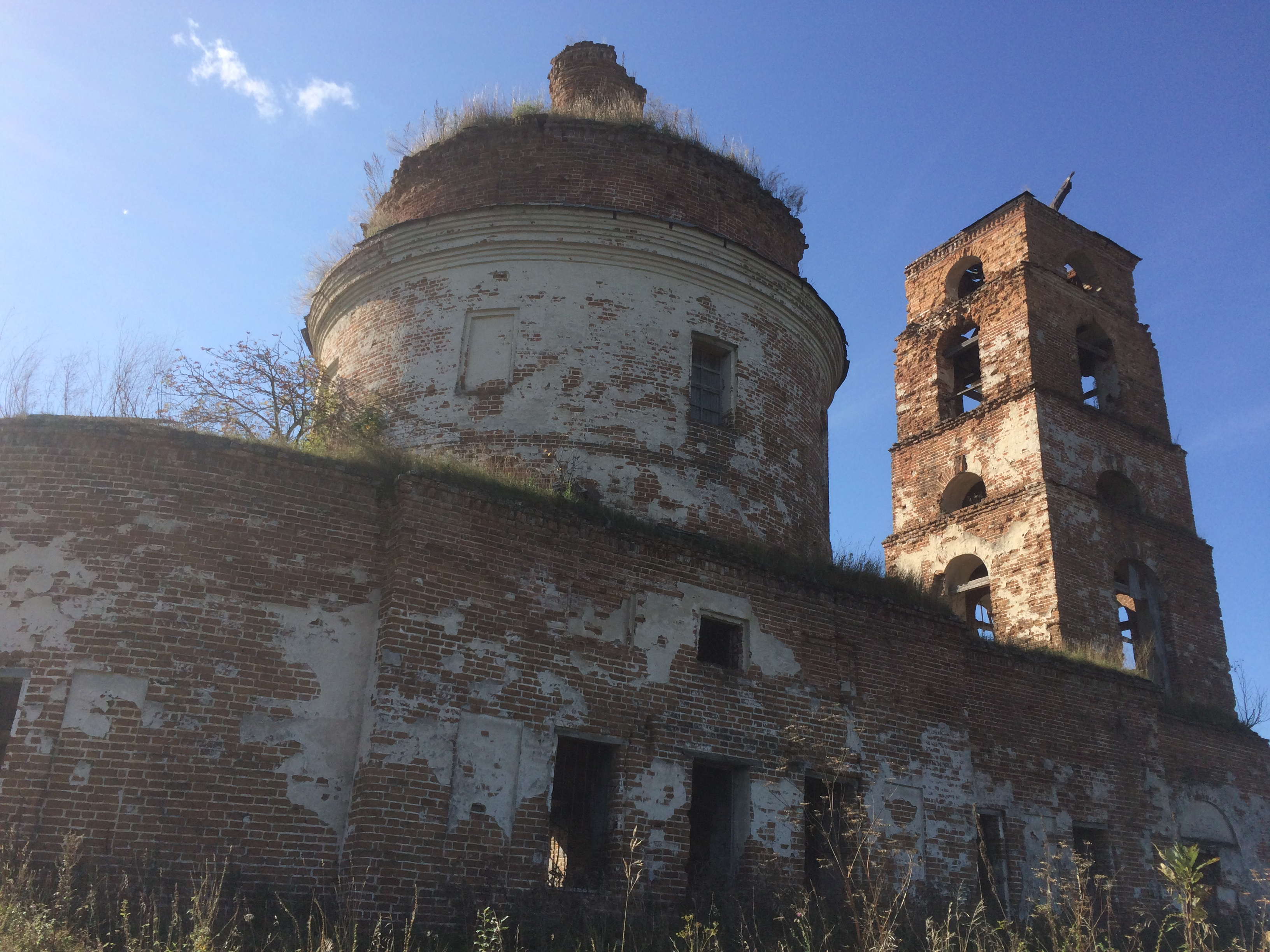
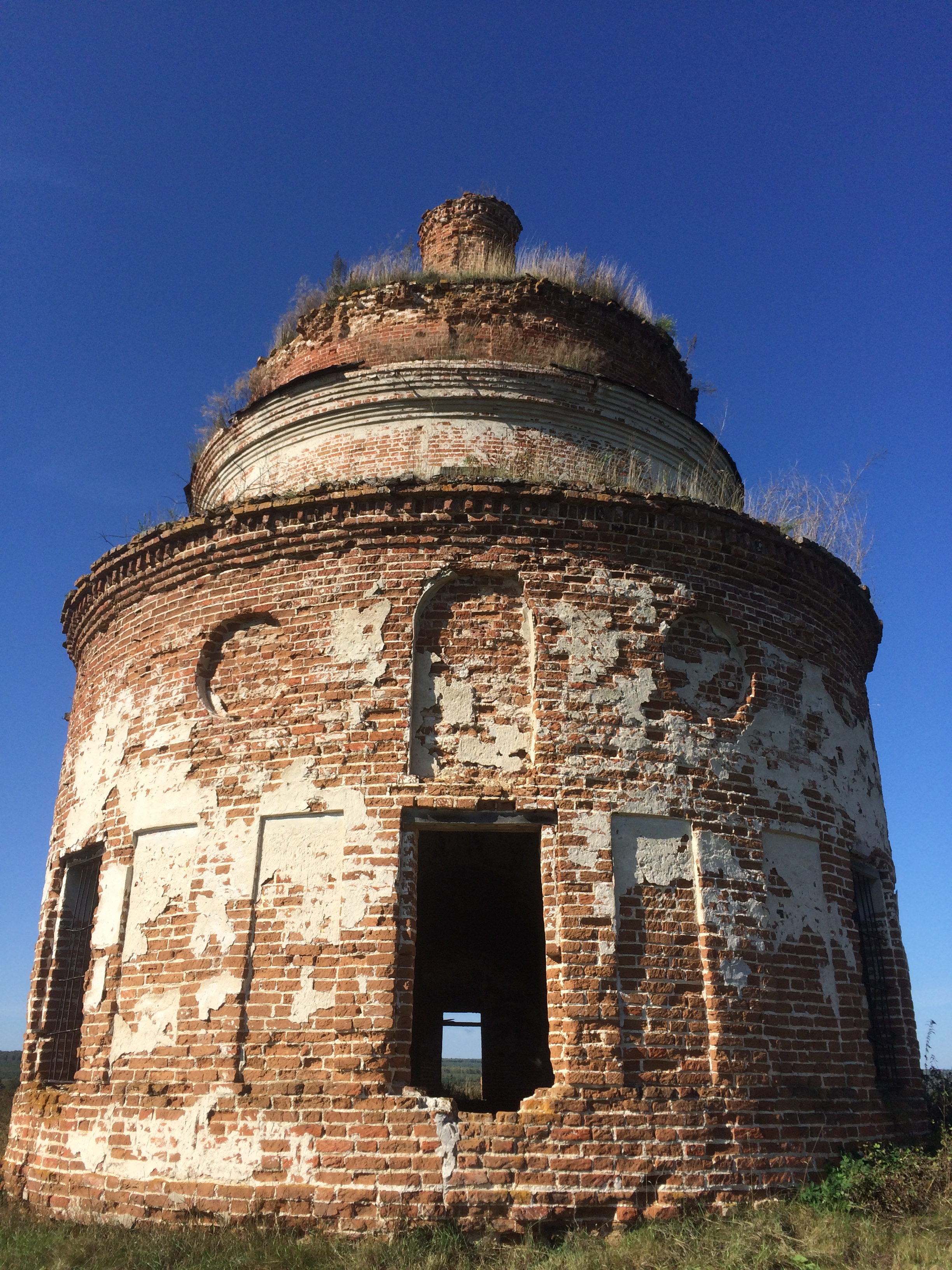
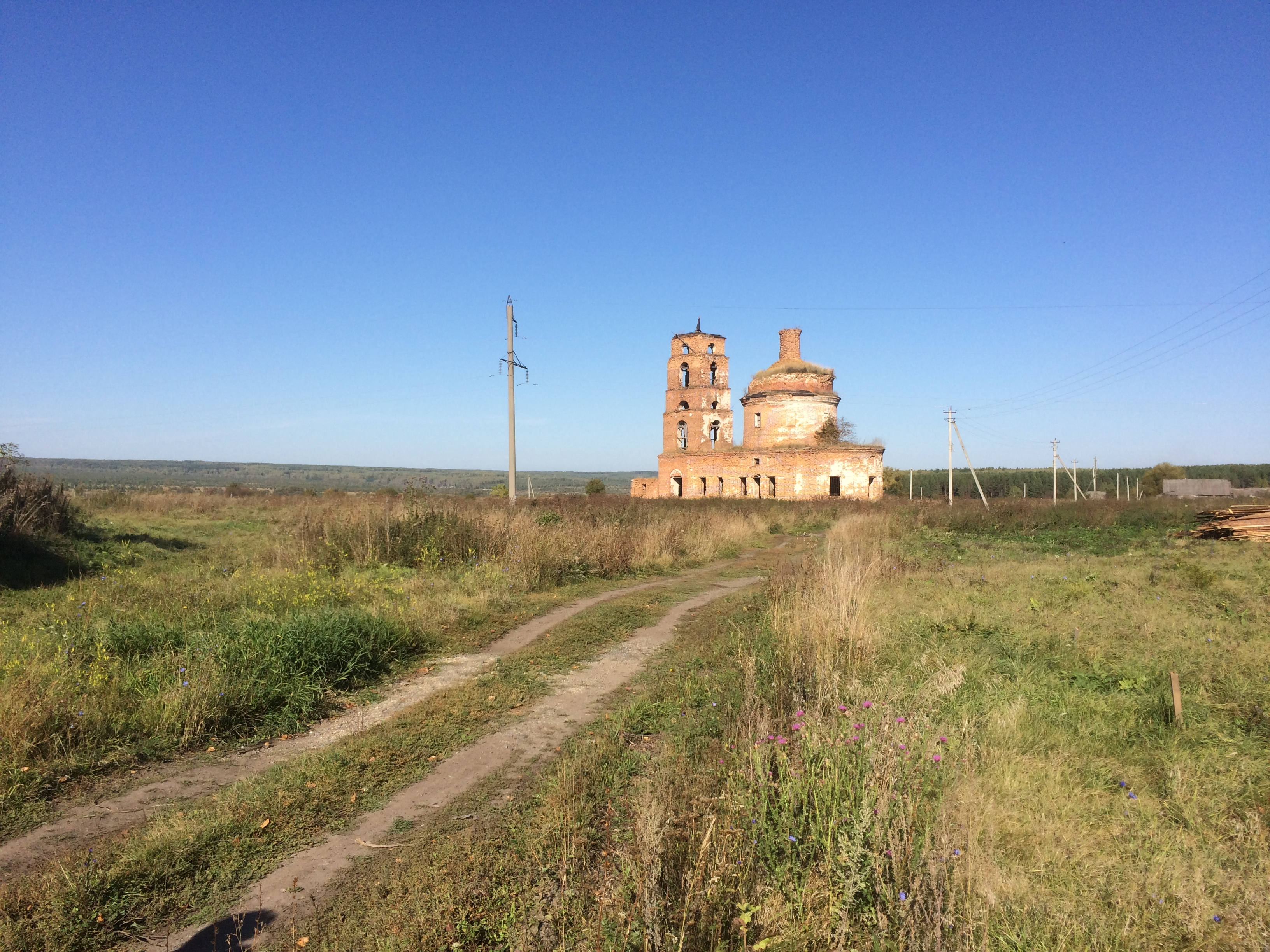
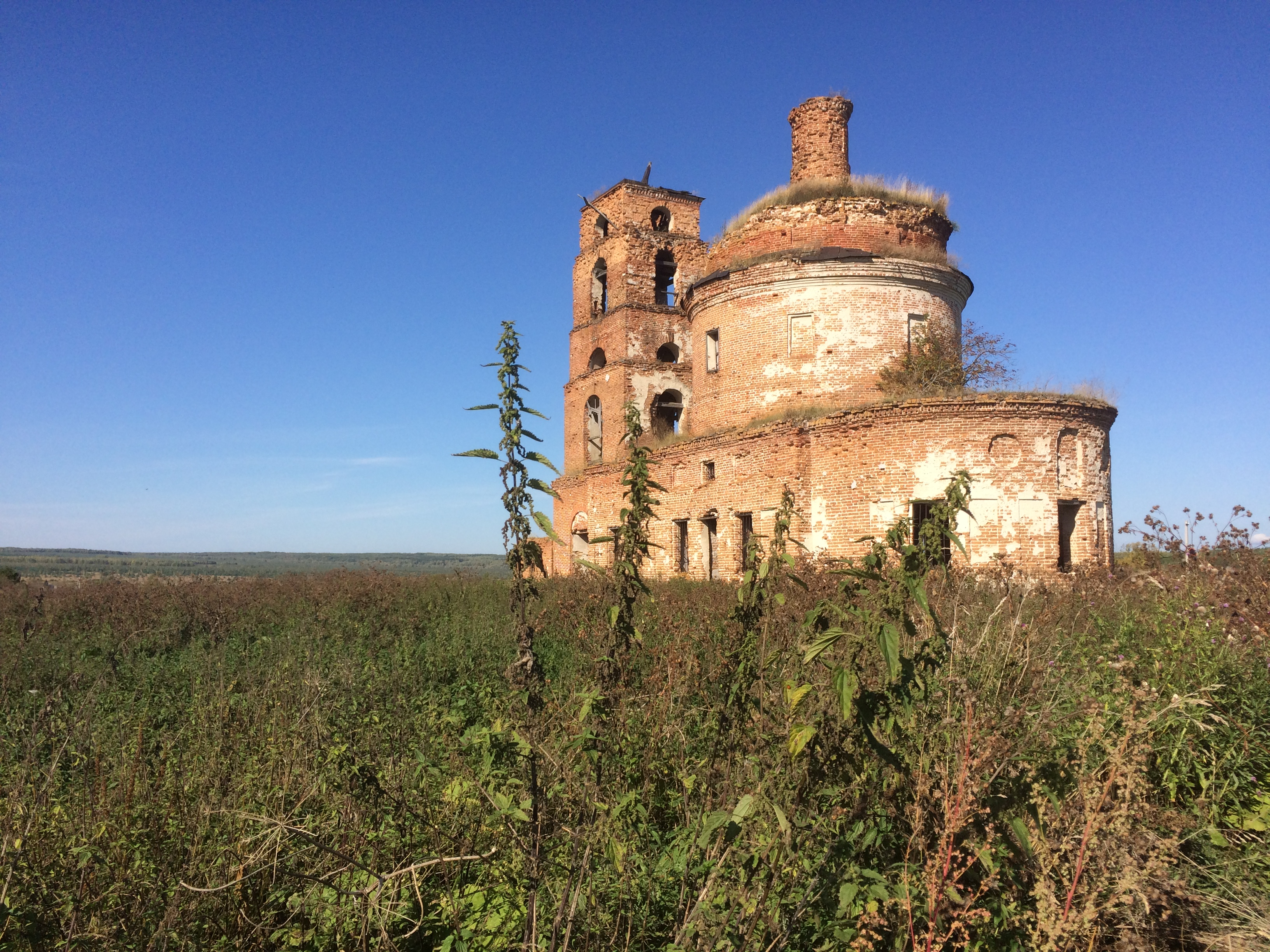